# Angela Hohmann
Anna Helga Angela Hohmann (* 10. April 1963 in Celle) ist eine deutsche Politikerin (SPD). Sie war von März 2024 bis März 2025 Mitglied des 20. Bundestages.

## Leben
Nach ihrem Realschulabschluss machte Hohmann von 1981 bis 1984 eine Ausbildung zur Sozialversicherungsfachangestellten. Von 1984 bis zu ihrem Vorruhestand 2018 war sie bei der DAK-Gesundheit tätig.
Hohmann ist Mitglied in einigen Vereinen, unter anderem bei Ver.di und Greenpeace. Von 1984 bis 2004 war sie Vorstand und Finanzverantwortliche der Selbsthilfegruppe Rheuma-Liga Celle.
Hohmann ist geschieden und hat einen Sohn. Sie lebt in Celle.

## Politik
Hohmann trat 2002 in die SPD ein. Sie ist seit 2004 Mitglied im Vorstand des SPD-Ortsvereins Celle und wurde am 22. April 2023 zur stellvertretenden Vorsitzenden des Unterbezirks Celle gewählt. Von Dezember 2023 bis Juni 2025 war Hohmann Mitglied des SPD-Parteivorstands.
Sie ist seit 2006 Kreistagsabgeordnete im Landkreis Celle, seit 2008 sozialpolitische Sprecherin ihrer Fraktion und seit 2021 außerdem Fraktionsvorsitzende der SPD im Kreistag.
Bei der Bundestagswahl 2021 war Hohmann auf der Landesliste der SPD in Niedersachsen auf den Listenplatz 28 gesetzt, bekam aber keinen Sitz. Erst durch das Ergebnis der Teilwiederholungswahl am 11. Februar 2024 in Berlin konnte sie ein Mandat im Deutschen Bundestag gewinnen, das sie am 4. März 2024 antrat.